# Charles Willing
Pour les articles homonymes, voir Willing.
Charles Willing (18 mai 1710, Bristol – 30 novembre 1754, Philadelphie), est un financier américain qui a été maire de Philadelphie.

## Biographie
Il s'installa à Philadelphie, se lança dans avec succès les affaires et fonde la société Willing & Co.
Il est élu maire de Philadelphie en 1748, puis réélu en 1754.
Marié en 1731 avec Anne Nancy Shippen, petite-fille d'Edward Shippen, il est le père de Thomas Willing et de Mary Willing Byrd (en) et le beau-père de William Byrd III et de Samuel Powel.

## Sources
- (en) Cet article est partiellement ou en totalité issu de l’article de Wikipédia en anglais intitulé « Charles Willing » (voir la liste des auteurs).